# Juan Sapiña Camaró
Juan Sapiña Camaró (Cullera, 1905 - México, 1974) fue un político, traductor y profesor español. Trabajó como catedrático de latín en un instituto de enseñanza secundaria de Tarragona y tradujo al español De Monarchia, de Dante Alighieri. En 1931 fue segundo teniente de alcalde del ayuntamiento de Teruel, donde dirigió el semanario ¡Adelante! y fue elegido diputado por el Partido Socialista Obrero Español por la circunscripción electoral de Castellón en las elecciones generales de 1931 y en las de 1936. Durante la Guerra Civil fue director general de Minas y Combustibles (1937). Al terminar el conflicto se exilió en Francia en 1939 y en 1941 pasó a México, donde fue profesor y traductor, y finalmente subdirector de la editorial UTEHA. Fue miembro de la Diputación Permanente de las Cortes en el exilio.

## Obras
- Mexicanas (1947)
- La última virgen (1949)